# Algoz (freguesia)
A Freguesia de Algoz é uma antiga freguesia portuguesa do Município de Silves, a qual tinha 38,91 km² de área e 3 831 habitantes (2011), e, por isso, uma densidade populacional de 98,5 hab/km², o que lhe permite ser classificada como uma Área de Baixa Densidade (portaria 1467-A/2001).
Foi extinta e agregada à Freguesia de Tunes, criando-se a União das Freguesias de Algoz e Tunes.
Esta antiga freguesia do Município de Silves situa-se em pleno barrocal algarvio.
A povoação sede da freguesia foi elevada à categoria de vila em 12 de Julho de 2001.

## História
Sobre a origem do termo, há a seguinte narrativa proveniente dos escritos do historiador Arlindo de Souza:
«Algoz, no município de Silves: 'Segundo a tradição;em épocas remotas, certo rei de Castela, vindo a correr terras de mouros algarvios, passou junto desta povoação. Os cavaleiros do séquito real lembraram-lhe o ataque à vila que na sua orgulhosa opinião não era nada. El-rei, que por nome não perca, respondeu logo que Algo és, donde [provém] o nome.'»

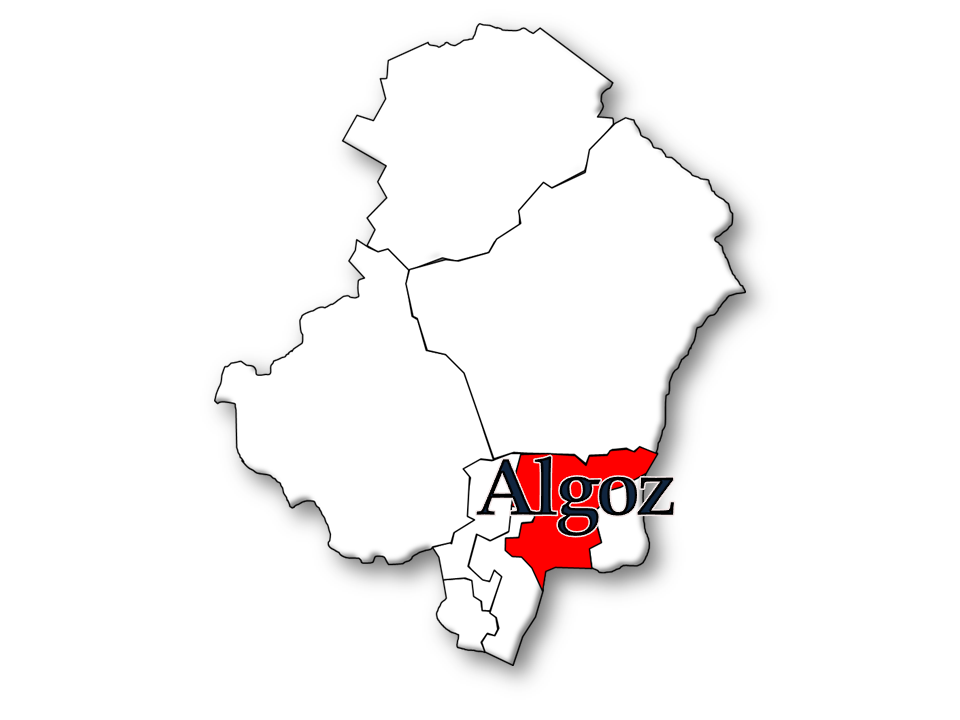
Localização da Freguesia de Algoz no Município de Silves

## População
| População da freguesia de Algoz | População da freguesia de Algoz | População da freguesia de Algoz | População da freguesia de Algoz | População da freguesia de Algoz | População da freguesia de Algoz | População da freguesia de Algoz | População da freguesia de Algoz | População da freguesia de Algoz | População da freguesia de Algoz | População da freguesia de Algoz | População da freguesia de Algoz | População da freguesia de Algoz | População da freguesia de Algoz | População da freguesia de Algoz |
| ------------------------------- | ------------------------------- | ------------------------------- | ------------------------------- | ------------------------------- | ------------------------------- | ------------------------------- | ------------------------------- | ------------------------------- | ------------------------------- | ------------------------------- | ------------------------------- | ------------------------------- | ------------------------------- | ------------------------------- |
| 1864                            | 1878                            | 1890                            | 1900                            | 1911                            | 1920                            | 1930                            | 1940                            | 1950                            | 1960                            | 1970                            | 1981                            | 1991                            | 2001                            | 2011                            |
| 2 192                           | 2 302                           | 2 445                           | 2 714                           | 3 187                           | 3 195                           | 3 645                           | 4 018                           | 4 298                           | 3 849                           | 3 403                           | 4 035                           | 2 842                           | 2 946                           | 3 831                           |

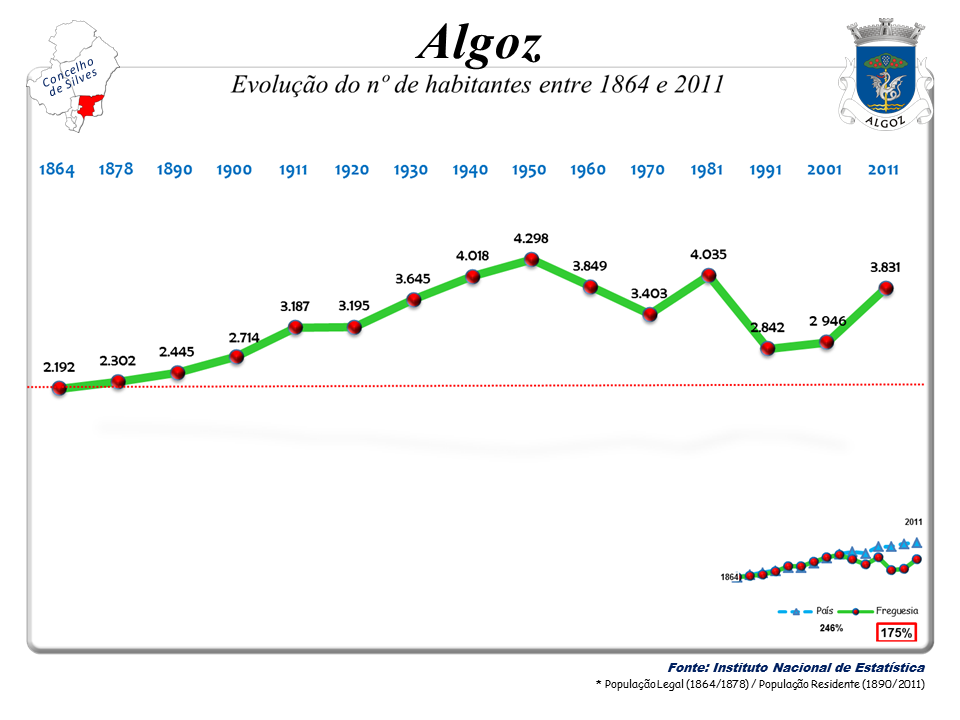
Evolução da População 1864 / 2011

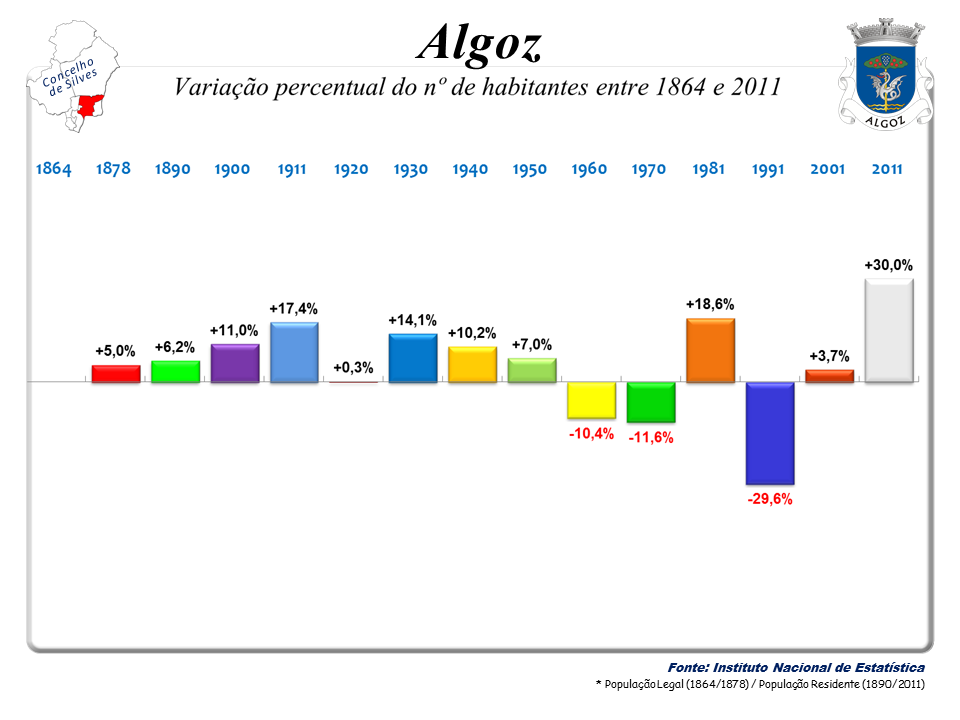
Variação da População 1864 / 2011

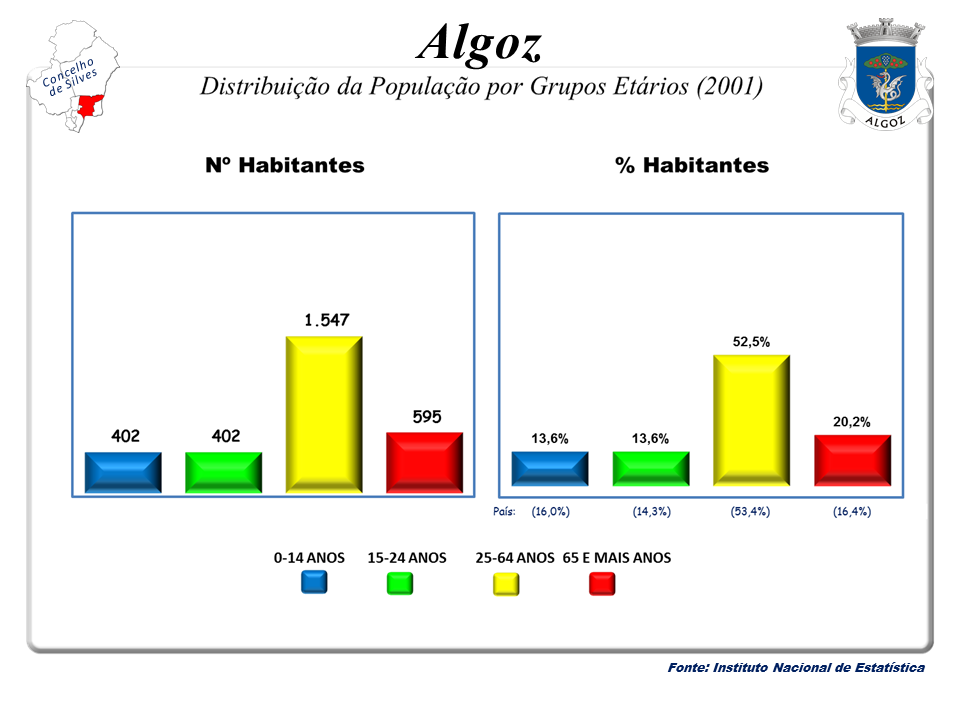
A População em 2001

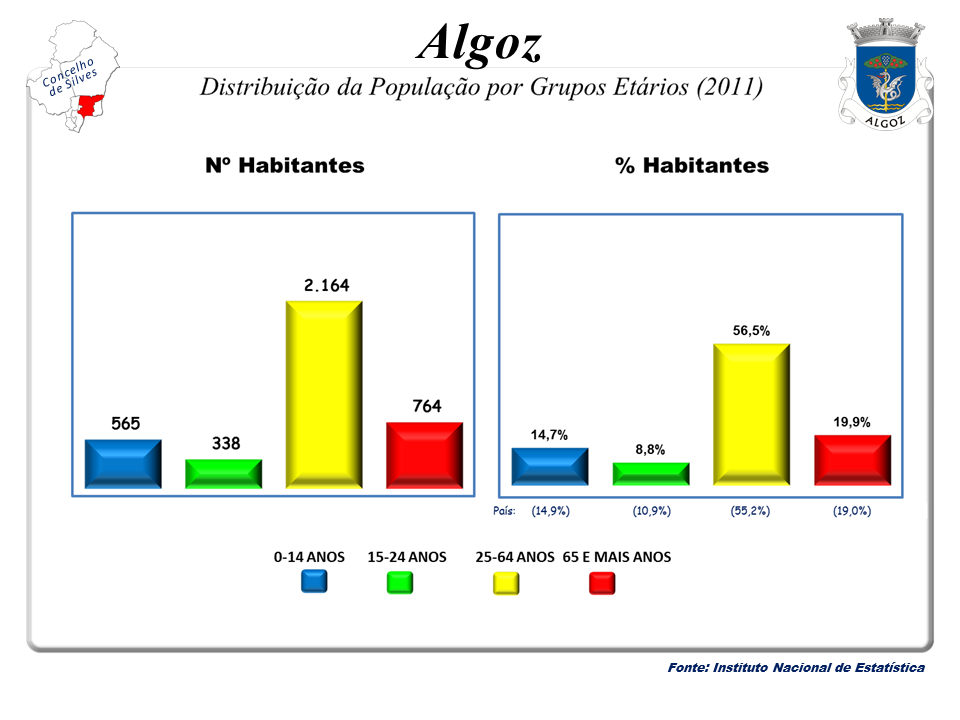
A População em 2011

Com lugares desta freguesia foi criada em 1985 a freguesia de Tunes

## Património
- Ermida de Nossa Senhora do Pilar (Algoz)
- Lavadouro Público
- Igreja Matriz
- Celeiro
- Ermida de S. Sebastião (Algoz)
- Apeadeiro de Algoz

## Educação
- Jardim de Infância do Algoz
- Escola do 1ºciclo do Algoz
- Escola Básica 2º e 3º ciclo do Algoz